# Berberis uribei
Berberis uribei är en berberisväxtart som beskrevs av L.A. Camargo G.. Berberis uribei ingår i släktet berberisar, och familjen berberisväxter. Inga underarter finns listade i Catalogue of Life.